# Кауфман, Пётр Михайлович
Пётр Миха́йлович фон-Ка́уфман (фон-Кауфман-Туркестанский) (1857—1926) — русский государственный деятель, сенатор (14.05.1900), министр народного просвещения (1906—1908), обер-гофмейстер Двора Его Императорского Величества (01.01.1908).

## Биография
Сын Михаила Петровича Кауфмана и его жены Елизаветы Петровны Принц. Окончил с золотой медалью Александровский лицей (1877).
В 1880 году он — секретарь председателя Комитета министров П. А. Валуева, затем делопроизводитель канцелярии главного начальника Верховной распорядительной комиссии графа М. Т. Лорис-Меликова, переведен им в Министерство внутренних дел. В 1880—1881 годах со стоял при сенаторе А. А. Половцеве; по его поручению провел ревизию административных и местных выборных учреждений Киевской и Черниговской губерний; собрал ценные материалы о быте и управлении края. По рекомендации Половцева, ставшего государственным секретарем, в 1883 году Кауфман был назначен делопроизводителем отделения законов Государственной канцелярии, в 1886 году переведён в отделение дел государственного секретаря и назначен помощником статс-секретаря Государственного совета, участвовал в разработке важнейших законодательных актов начала царствования императора Александра III. Управляющий делами канцелярии (1892—1896) и товарищ главноуправляющего (1896—1903) Собственной Его Императорского Величества канцелярии по учреждениям императрицы Марии, с 1896 года — товарищ председателя Главного попечительства детских приютов, автор проекта преобразования Опекунского совета и местного управления в столичных заведениях ведомства с целью установления правил материальной и уголовной ответственности почётных опекунов и управляющих отдельными заведениями. Проект был одобрен Александром III, но, встретив резкий протест со стороны членов Опекунского совета, не был осуществлён полностью.
Член комитета Попечительства императрицы Марии Федоровны о глухонемых (1900—1903), член совета Александровского лицея (с 1901 года). Внёс большой вклад в сохранение наследия А. С. Пушкина: член комиссии по сооружению в Санкт-Петербурге памятника Пушкину (начало 1900-х годов), как член совета Александровского лицея входил в состав комитетов Пушкинского лицейского общества (с 1911 года) и товарищеской кассы бывших воспитанников лицея, член комиссии по выработке программы юбилейных торжеств по случаю столетнего юбилея лицея и редакционной комиссии по составлению его истории.

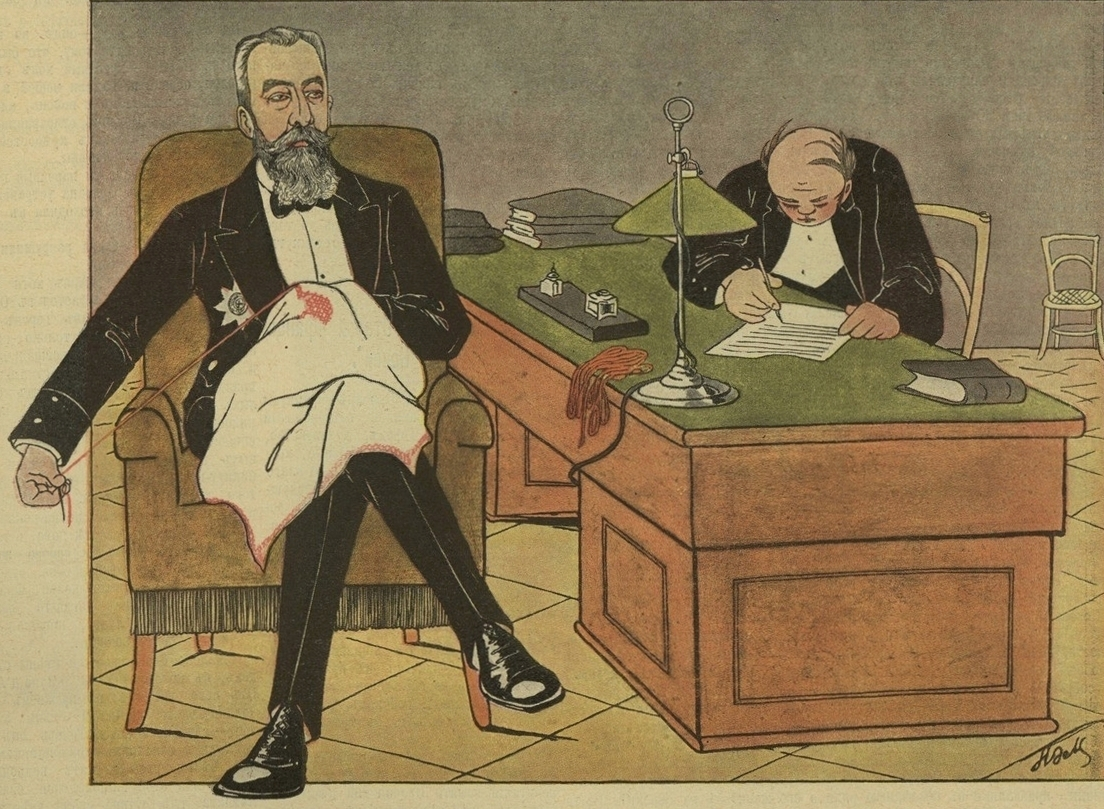
«Министр народного просвещения П. М. Кауфман за работой» — карикатура Пэма.

Активно участвовал в деятельности Российского Красного креста: с 1897 член его главного управления; временно покинул общество из-за разногласий с председателем, адмиралом Оскаром Кремером, но в русско-японскую войну стал главноуполномоченным Красного креста в Сибирском регионе, затем — в Забайкалье и Маньчжурии. В 1906 году вновь избран почётным членом и членом главного управления.
С 1903 года присутствовал в 1-м департаменте Правительствующего Сената; с 1906 года — член Государственного совета.
С 24 апреля 1906 года по 1 января 1908 года — министр народного просвещения. При нём в Государственную думу, 1 ноября 1907 года, был внесён законопроект о введении всеобщего начального образования. Закон так и не был принят: предварительное рассмотрение в комиссии по народному образованию затянулось почти на 2 года, до 10 декабря 1910 года; в Государственный совет законопроект поступил 19 марта 1911 года; поправки Госсовета Дума отклонила, и 6 июня 1912 года закон был отклонён окончательно.
Тем не менее, в годы министерства Кауфмана кредиты на развитие народного образования начинают увеличиваться в большем размере, нежели за предшествующую половину царствования Николая II; был упрощён порядок открытия народных училищ, при них учреждены попечительства; разрешён приём девочек в городские училища вместе с мальчиками; разработаны новые положения о начальных и городских училищах и женских учительских семинариях. Выработаны новые правила о народных училищах для инородцев; разрешено открывать частные учебные заведения для евреев на общих основаниях, а также школы для старообрядцев и сектантов, детей старообрядцев разрешено принимать в учительские семинарии; разработан проект Положения о высших городских училищах. В средних учебных заведениях восстановлена система переводных экзаменов (циркуляр от 15 марта 1906 года), что вызвало протест учащихся и резкую критику в печати; запрещены сход и собрания учащихся средних учебных заведений (циркуляр от 15 ноября 1906 года). В Совет министров внесён законопроект об улучшении пенсионного обеспечения народных учителей; созван съезд представителей учительских институтов. За время руководства Кауфмана министерством открыто 139 мужских и женских гимназий и 375 частных средних учебных заведений, а 52 прогимназии преобразованы в гимназии.
В сфере высшего образования выработаны «правила о студенческих организациях и об устройстве собраний в стенах высших учебных заведений» (утверждены 11 июня 1907 года), направленные на развитие студенческого самоуправления. Учреждён институт проректоров вместо инспекции; составлен новый проект университетского устава, в основу которого положен принцип самостоятельности университетов в организации научно-учебной жизни и подчинение университетов как государственных учреждений контролю Министерства по хозяйственным и административным вопросам. Выработан проект учреждения Саратовского университета, открыты Археологический институт в Москве, Психоневрологический институт, Педагогическая академия и Курсы востоковедения в Санкт-Петербурге, Казанские и Одесские высшие женские курсы, медицинское отделение при Киевских высших женских курсах, в Государственную думу внесено представление об открытии в Москве Народного университета А. Л. Шанявского. В 1906 году Кауфман выступил с предложением узаконить приём женщин в высшие учебные заведения наравне с мужчинами, однако Совет министров его не поддержал.
После 1908 года Кауфман работал в Государственном совете, в комиссиях по народному образованию, по вопросам вероисповедания, о порядке издания касающихся Великого княжества Финляндского законов и постановлений общегосударственного значения.
С декабря 1915 года об был главноуполномоченным Красного креста при верховном главнокомандующем; пытался противостоять влиянию Григория Распутина. Решившись поговорить с Николаем II, он убеждал его удалить министра внутренних дел Протопопова и поставить во главе правительства лицо, облечённое доверием страны, с чем император согласился. Выехав из ставки, он был тепло провожаем, однако сразу по приезде в Петроград получил царское уведомление об освобождении от представительства Красного креста в ставке:213-214.
В 1920 году Кауфман эмигрировал из России во Францию. Живя в Париже, он продолжал активную деятельность: был членом главного управления Красного креста, членом Совещания по организации самопомощи русским беженцам (1922), Союза русских военных инвалидов и Комитета помощи русским инвалидам при Главном управлении РОКК (1923).
Похоронен на кладбище Пер-Лашез.

## Семья

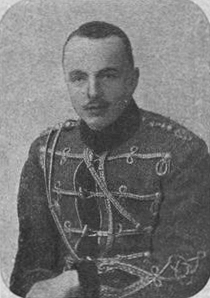
Поручик Михаил фон-Кауфман

Был женат на Елизавете Петровне Эльсен. Их сын:
- Михаил (1888—1914), поручик лейб-гвардии Гусарского полка, георгиевский кавалер. Его жена (с 12 апреля 1912 года) — Марина Васильевна Шереметева (1890—1926), дочь В. П. Шереметева. Во втором браке с 8 апреля 1920 за князем Владимиром Анатольевичем Гагариным (1887—1946).

## Награды
- Орден Святой Анны 3-й степени (26.12.1878)
- Орден Святого Станислава 2-й степени (11.08.1880)
- Высочайшее благоволение (1885)
- Высочайшее благоволение (1887)
- Орден Святого Владимира 3-й степени (01.01.1888)
- Орден Святого Станислава 1-й степени (28.03.1893)
- Высочайшая благодарность (1895)
- Орден Святой Анны 1-й степени (01.01.1896)
- Высочайшая благодарность (1897)
- Высочайшая благодарность (1900)
- Высочайшая благодарность (1901)
- Орден Святого Владимира 2-й степени (01.01.1902)
- Орден Белого орла (29.06.1905)
- Орден Святого Александра Невского (07.01.1912)

- медаль «В память коронации императора Александра III»
- медаль «В память царствования императора Александра III»
- медаль «В память коронации императора Николая II»
- медаль «За труды по первой всеобщей переписи населения»
- медаль «В память русско-японской войны»
- медаль Красного Креста «В память русско-японской войны 1904—1905 гг.»
- медаль «В память 300-летия царствования дома Романовых»
- знак «В память 200-летия Правительствующего Сената»

Иностранные:
- Бухарский орден Золотой звезды 1-й степени с алмазами (04.01.1894)
- Болгарский орден «За гражданские заслуги» 1-й степени (28.05.1897)
- Китайский орден Двойного Дракона 2-го класса 1-й степени (24.08.1897)